# Ficsku Pál
Gyulai Csaba (írói álneve: Ficsku Pál) (Debrecen, 1967. január 22. – Budapest, 2024. március 15.) magyar író, könyvkiadó, szerkesztő és hírügynök volt.

## Életpályája
Egyetemi tanulmányait a Kossuth Lajos Tudományegyetemen kezdte el 1986-ban, és 1997-ben fejezte be a Miskolci Egyetem Bölcsészettudományi Karán. Írásai megjelennek az Élet és Irodalomban, az Alföldben, a Mozgó Világban és a Törökfürdőben. Pécsett két évig restaurátorsegéd volt, majd Budapesten élt. Volt az Új Holnap főszerkesztője, írt filmforgatókönyvet, volt a Nyugat című tévéműsor szerkesztője, egyetemi óraadó, négy hónapig gimnáziumi tanár is. 2002-től publikált.
Ingatlanbecslőként értékes tapasztalatokat szerzett különféle helyzetű emberek életmódjáról. Budapest VIII. kerületében, a Kálvária téren élt elvált apaként. Gerinc- és májproblémák miatt leszázalékolták, csekély rokkantnyugdíjból (rehabilitációs járadékból) tengődött.
Otthonában, csendesen hunyt el. Halálhírét Száraz Miklós György jelentette be.
Érdekesség, hogy munkássága érettségi tételként is szerepelt a kortárs magyar írók témakörben.

## Művei
- A videódisznók esete és más történetek. Ami egy regényből kimarad; Seneca, Bp., 1995 (Thesaurus)
- Élni három nővel (mai magyar gépmesék, 1997)
- Matatás a végeken. Vigyázat, dzsalok!; Seneca, Bp., 1999
- Szakbarbárok. Magyar RAPszódia; Pufi Pressz, s.l., 2002 (Abakusz könyvek)
- Gyerekgyár; Ulpius-ház, Bp., 2006

## Filmjei
- Gipszben
- Szortirozott levelek
- Zöld az Isten
- Babakeringő
- Aranyos öregek
- A senki szigete (1997)
- Hét rongy (2004)
- Könyveskép (2004)

## Rádiójátékai
- Az ellopott kódex titka (Péterfy Gergellyel, 1997)
- Magzatbuli (2007)

## Díjai, kitüntetései
- Örkény István novellapályázat 2. díj (1992)
- Soros-ösztöndíj (1996)
- Móricz Zsigmond-ösztöndíj (1997)
- Szabó Lőrinc irodalmi díj (2004)
- Mozgó Világ nívódíja (2004)
- NKA alkotó ösztöndíj (2011)